# Hypselodoris maculosa
Espèce
Synonymes
- Chromodoris decorata, Risbec, 1928
- Chromodoris maculosa,  Pease, 1871 (nom originel)
- Glossodoris decorata, Risbec, 1928
- Hypselodoris decorata, Risbec, 1928

Hypselodoris maculosa est une espèce de nudibranche du genre Hypselodoris.

## Distribution
Cette espèce se rencontre dans la zone tropicale Indo/Ouest-Pacifique.

## Habitat
Son habitat est la zone récifale externe, sur les sommets ou sur les pentes jusqu'à la zone des 30 m de profondeur.

## Description
Cette espèce peut mesurer plus de 3 cm.
Le corps est allongé et de forme ovale, la jupe du manteau est étroite sauf sur la face antérieure ou elle forme un voile au-dessus de la cavité buccale.
Le pied dépasse sur la partie antérieure formant une pointe.
Les motifs et la coloration de la livrée sont très variées.
Le dessus du manteau est généralement orange-crème à blanc-crème avec de fines lignes blanches longitudinales et est constellé d'une certaine quantité de points pourpres.
Les franges latérales du manteau peuvent comporter une bande orange au bords internes ondulés, les deux bordures internes et externes sont dotées de pointillés espacés pourpres.
Les bords antérieurs et postérieurs ainsi que la queue du pied sont mauves à pourpres avec des points blanc.
Les rhinophores sont lamellés, leur base est translucide et la partie supérieure est blanchâtre avec d'une à trois bandes circulaires orange.
Le bouquet branchial est blanchâtre et surligné d'orange.

## Éthologie
Cet Hypselodoris est benthique et diurne ; il se déplace à vue sans crainte d'être pris pour une proie de par la présence de glandes défensives réparties dans les tissus du corps.

## Alimentation
Hypselodoris maculosa se nourrit principalement d'éponges.